# Geordie Beamish
Geordie Beamish, född 24 oktober 1996, är en nyzeeländsk friidrottare som tävlar i medeldistanslöpning och hinderlöpning.

## Karriär
Vid VM 2023 placerade sig Beamish femma på 3 000 meter hinder. Vid inomhusvärldsmästerskapen i friidrott 2024 i Glasgow vann Beamish guld på 1 500 meter.